# Kleines Wiesental
Kleines Wiesental település Németországban, azon belül Baden-Württembergben. Lakosainak száma 2789 fő (2023. december 31.).

## Népesség
A település népessége az elmúlt években az alábbi módon változott:
| Lakosok száma | 3181 | 3155 | 3048 | 2969 | 2871 | 2982 | 2987 | 2982 | 2843 | 2789 |
|               | 1961 | 1967 | 1974 | 1980 | 1987 | 1993 | 2000 | 2006 | 2013 | 2023 |